# Anatheta aspericauda
Anatheta aspericauda är en skalbaggsart som först beskrevs av Max Bernhauer 1907.  Anatheta aspericauda ingår i släktet Anatheta och familjen kortvingar. Inga underarter finns listade i Catalogue of Life.